# Переяслав-Вишневская епархия ПЦУ
Переяслав-Вишневская епархия Православной церкви Украины (укр. Переяславсько-Вишневська єпархія Православної Церкви України) — епархия Православной церкви Украины на территориях города Киева и Киевской области. Епархиальный центр — Киев. Кафедральный собор — Спасо-Преображенский. Правящий архиерей — митрополит Переяславский и Вишневский Александр (Драбинко).
Епархия образована решением Священного синода ПЦУ 4 марта 2019 для приходов Киевской, Белоцерковской и Бориспольской епархий УПЦ МП, которые присоединяются к ПЦУ.

## Названия
- Переяслав-Хмельницкая и Вишневская (викариатство) (5 февраля 2019 — 4 марта 2019)
- Переяслав-Хмельницкая и Вишневская (4 марта 2019 — 19 ноября 2019)
- Переяславская и Вишневская (с 19 ноября 2019)

## Приходы
- Кафедральный собор Преображения Господня (Киев, Теремки)
- Домовой храм преподобного Стилиана Пафлагонского при епархиальном управлении (Киев, Теремки)[2]
- Церковь Собора Киевских святых (Киев, Оболонь)
- Церковь Преображения Господня (хутор Ясный, Киево-Святошинский район)
- Церковь Покрова Пресвятой Богородицы (с. Кодаки, Васильковский район)
- Приход Успения Пресвятой Богородицы (с. Морозовка, Бориспольский район)

## Монастыри
- Мужской монастырь святителя Нектария Эгинского (хутор Ясный, Киево-Святошинский район), игуменом обители утвержден клирик епархии иеромонах Алексий (Мацюра).[3]